# Humberto Salvador
Humberto Salvador Guerra (Guayaquil, 25 de diciembre de 1909 - Ibídem, 17 de enero de 1982) fue un escritor, abogado y psicoanalista ecuatoriano. En sus primeras obras fue representante, junto a Pablo Palacio, del movimiento vanguardiardista en Ecuador, publicando obras entre las que destaca En la ciudad he perdido una novela... (1930). Posteriormente su escritura se inclinó hacia la corriente del realismo social.

## Biografía
Nació el 25 de diciembre de 1909 en Guayaquil, provincia de Guayas. A corta edad perdió a sus padres y tuvo que mudarse a la casa de una tía materna en Quito. Realizó sus estudios secundarios en el Instituto Nacional Mejía, donde fue compañero de clases del escritor Jorge Icaza, y los superiores en la Universidad Central del Ecuador, donde cursó la carrera de leyes mientras trabajaba como profesor de literatura en el Mejía.
Durante sus últimos años de colegio y los primeros de la universidad empezó a vincularse a agrupaciones políticas de izquierda. Sus primeros escritos aparecieron en revistas como América, Llamarada y en el diario El Día. En 1925 creó junto a Jorge Icaza la revista Claridad, que tuvo cuatro números; también escribió las piezas teatrales Canciones de rosa y Amor prohibido, en las que retrata a través de la comedia a la burguesía quiteña de la época.
La etapa vanguardista de Salvador inicia en 1929 con la publicación del libro de cuentos Ajedrez. Los relatos del libro están influenciados por las teorías freudianas y retratan una serie de personajes con obsesiones psiquiátricas y sexuales. Entre los cuentos del libro destaca La navaja, con el que Salvador ganó premios en Colombia y Argentina. Al año siguiente publicó dos obras adicionales de corte vanguardista: la novela En la ciudad he perdido un novela..., que con el pasar de los años tras su muerte ha sido reivindicada como una de las obras más notables de Salvador, y el libro de cuentos Taza de té.
En 1933 se acercó a la corriente realista y naturalista con la novela Camarada, que fue un éxito crítico a nivel internacional. Posteriormente publicó en la misma línea las novelas Trabajadores (1925) y Noviembre (1939). Esta última en particular fue un éxito comercial, lo que se vio amplificado cuando corrió el rumor de que la novela le habría valido una amenaza de muerte a Salvador por la forma en que retrató en el libro los tiempos de la dictadura de Federico Páez.
A principios de la década de 1950 se mudó a Guayaquil y se casó con la profesora  Violeta Vallejo Arrieta. En años posteriores trabajó como profesor en el Colegio Rita Lecumberri, del que posteriormente fue rector, y en la Universidad de Guayaquil.

## Pensamiento
Humberto  Salvador fue un gran admirador y difusor de las ideas del médico austriaco Sigmund Freud. Su ensayo Esquema sexual, publicado en 1933 por editorial Ercilla en Chile, y que Salvador escribió como su tesis doctoral en la Universidad Central, fue calificado como "el evangelio del freudismo ecuatoriano" por el escritor y periodista Alejandro Carrión. A lo largo de los años la obra granjeó gran éxito y resonancia, con la sexta edición alcanzando un tiraje de 10.000 ejemplares.
Una de las ideas que defiende en Esquema sexual es su posición en contra de la criminalización de la homosexualidad en Ecuador, que en ese entonces estaba tipificado como delito en el artículo 364 del Código penal y que tenía una pena de prisión de cuatro a ocho años. Para justificar su postura, Salvador analizó el tema desde el punto de vista clínico y científico para concluir que era errado mantener la homosexualidad como delito. También hizo referencia a lo contradictorio que era el hecho de que solo estuviera prohibida la homosexualidad masculina y no la femenina, concluyendo que quizás los autores del Código penal sentían atracción hacia su mismo sexo y que "por lo mismo, la represión, —hablando en términos freudianos—, adquirió en ellos caracteres de máxima violencia". Indicó además: "Se ha dicho que los que más duramente atacan a un desvío sexual, son los que lo practican o lo aman en secreto. Y es ésta una evidente verdad psicológica".

## Obras
La extensa bibliografía de Humberto Salvador incluye las siguientes obras:

### Novelas
- En la ciudad he perdido un novela... (1930)
- Camarada (1933)
- Trabajadores (1935)
- Noviembre (1939)
- La novela interrumpida (1942)
- Prometeo (1943)
- Universidad Central (1944)
- La fuente clara (1946)
- Silueta de una dama (1964)[7]
- La elegía del recuerdo (1966)[7]
- Viaje a lo desconocido (1967)
- La extraña fascinación (1970)[7]
- La ráfaga de angustia (1971)[7]

### Cuentos
- Ajedrez (1929)
- Taza de té (1930)
- La lírica resurrección (1967)
- Sacrificio (1978)

### Otros
- Canciones de rosas (1925), teatro
- Amor prohibido (1925), teatro
- Esquema sexual (1933), ensayo